# Organisation des forces berbères
Pour les articles homonymes, voir OFB.
L'Organisation des forces berbères (OFB) est un groupe berbériste clandestin créé en Algérie en 1969 et dissous en décembre 1972. On compte parmi ses fondateurs les militants berbéristes Mohamed Haroun et Hacène Cherifi.
L'OFB fait partie du courant militant dit « berbériste » particulièrement prospère en Kabylie et opposé à l'idéologie et à la politique arabo-islamistes de l'Algérie indépendante. L'action de l'OFB est néanmoins restée purement pacifique.